# Kose
Kose è un comune rurale dell'Estonia settentrionale, nella contea di Harjumaa. Il centro amministrativo del comune è l'omonimo borgo (in estone alevik), con circa 2 150 abitanti. 

Nell'ottobre 2013 vi è stato accorpato il comune di Kõue.

## Località
Oltre al capoluogo, il comune comprende altri due borghi, Ravila e Kose-Uuemõisa, e 22 località (in estone küla):
Ahisilla, Kanavere, Karla, Kata, Kolu, Krei, Kuivajõe, Liiva, Nõmbra, Nõrava, Oru, Palvere, Raveliku, Saula, Sõmeru, Tade, Tammiku, Tuhala, Vardja, Vilama, Viskla and Võlle.

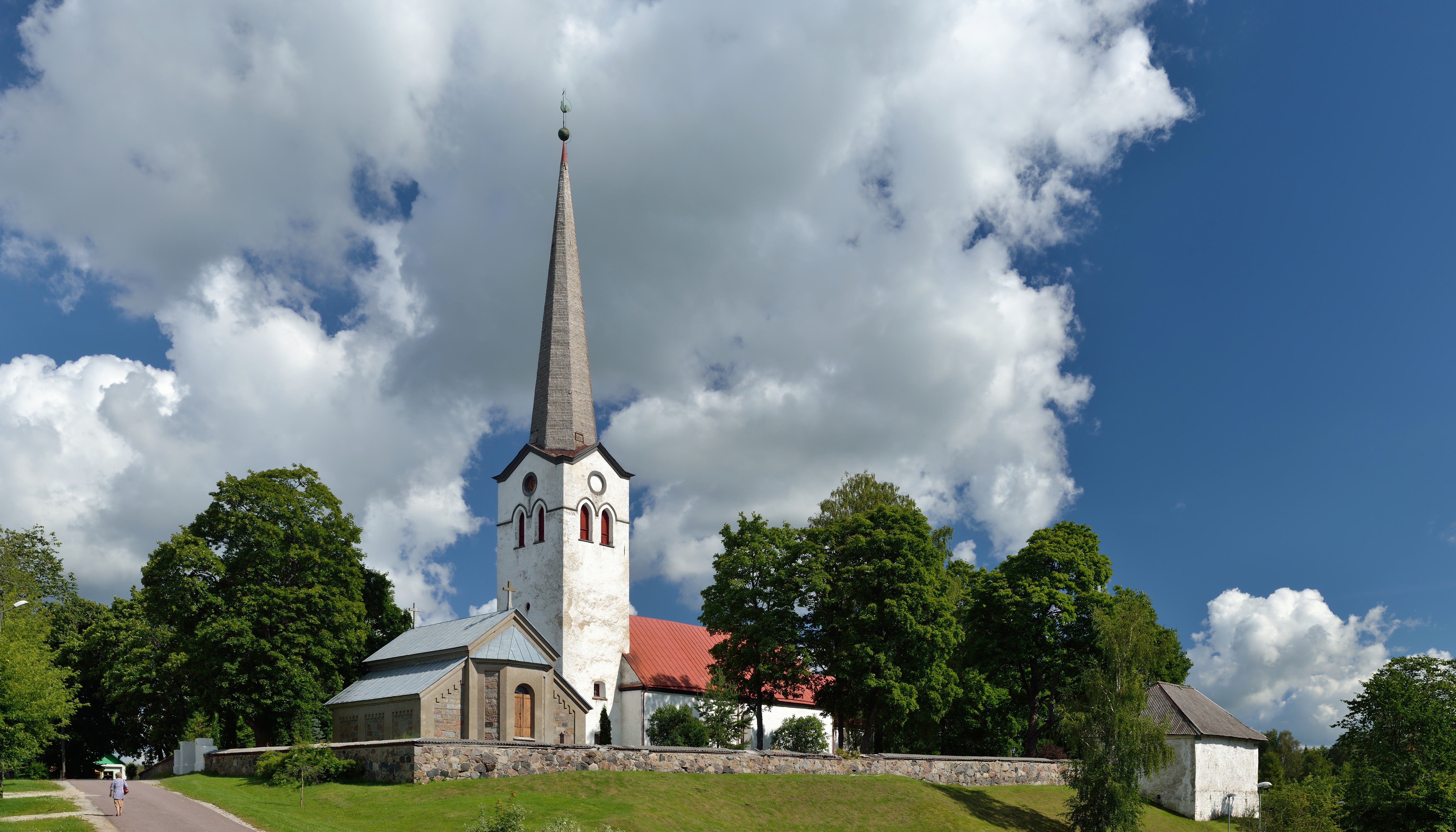
Kose
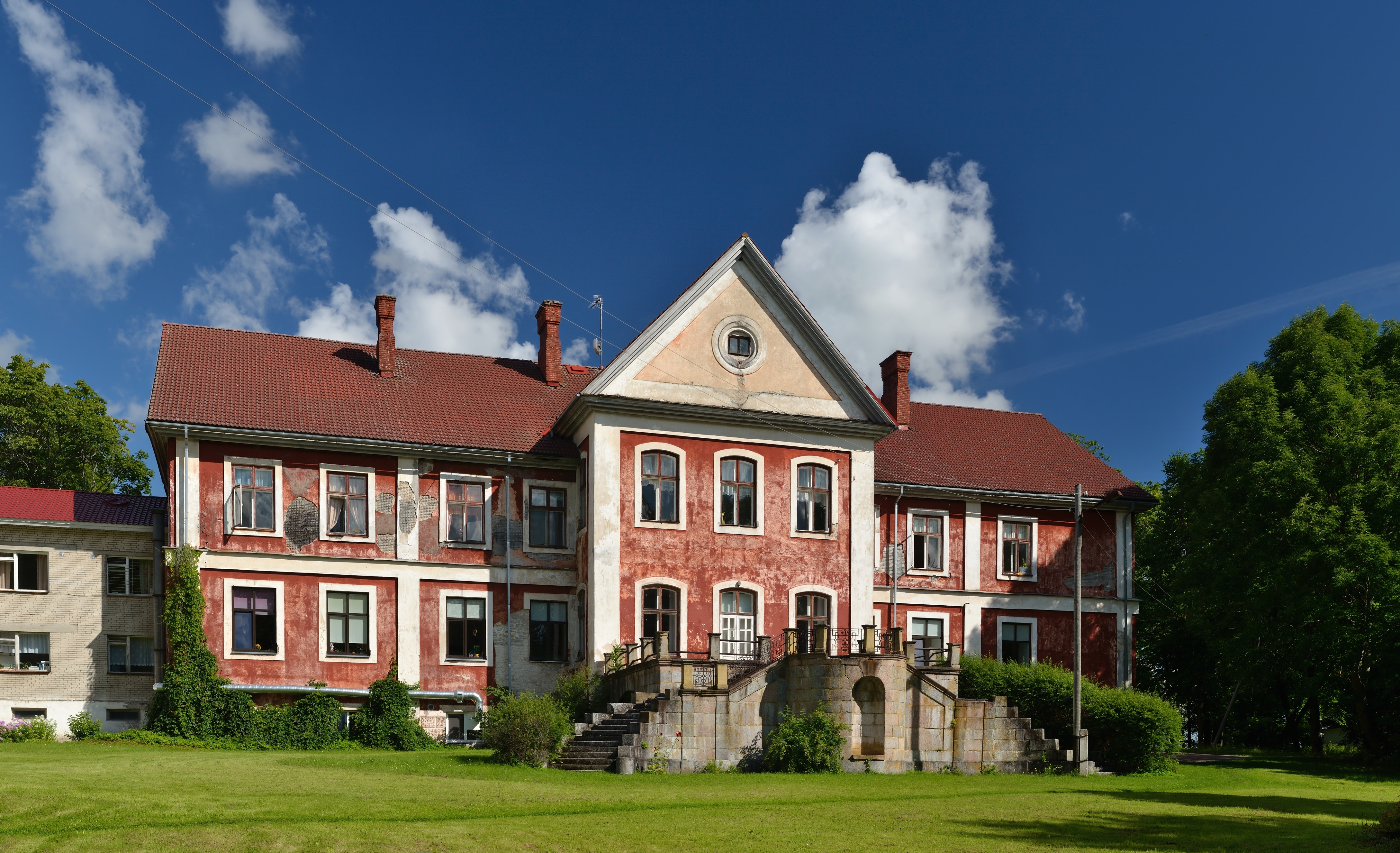
Ravila
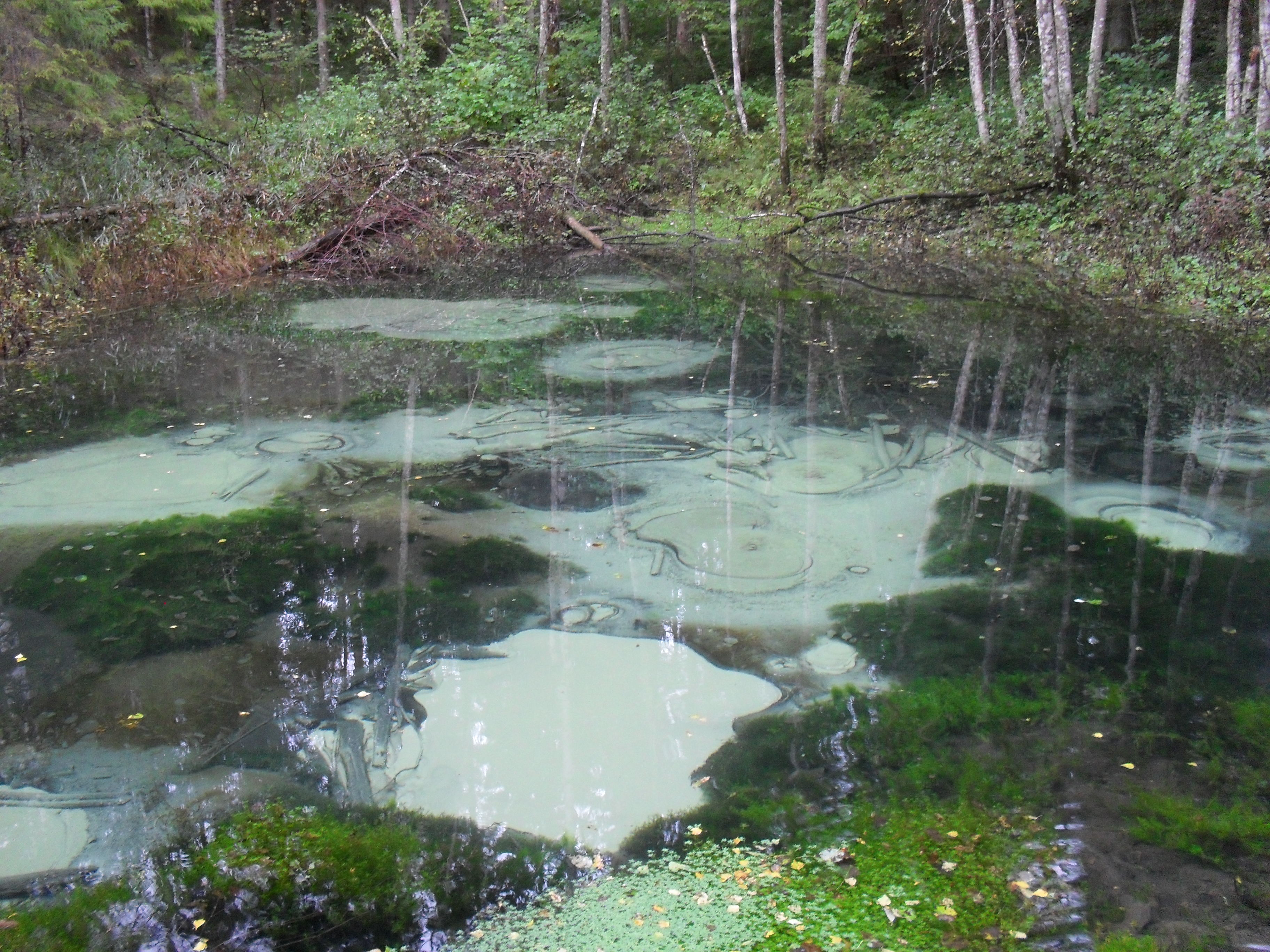
Saula
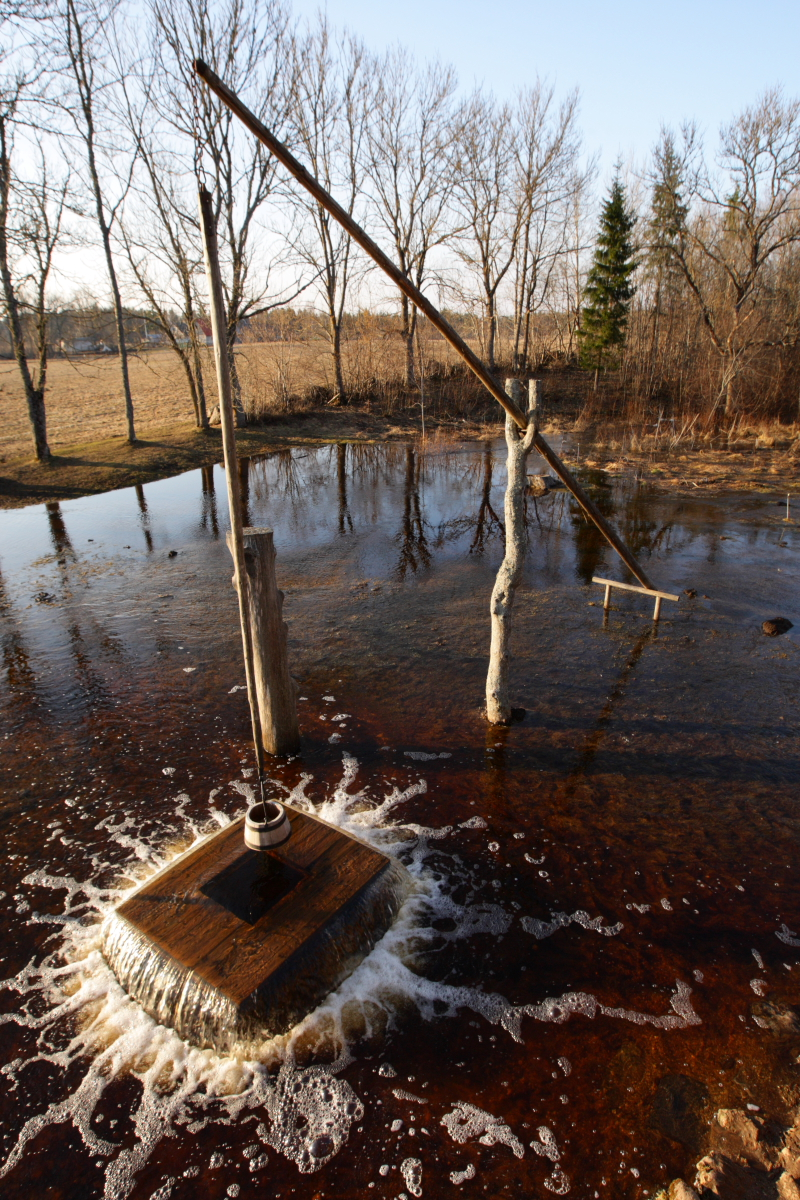
Tuhala
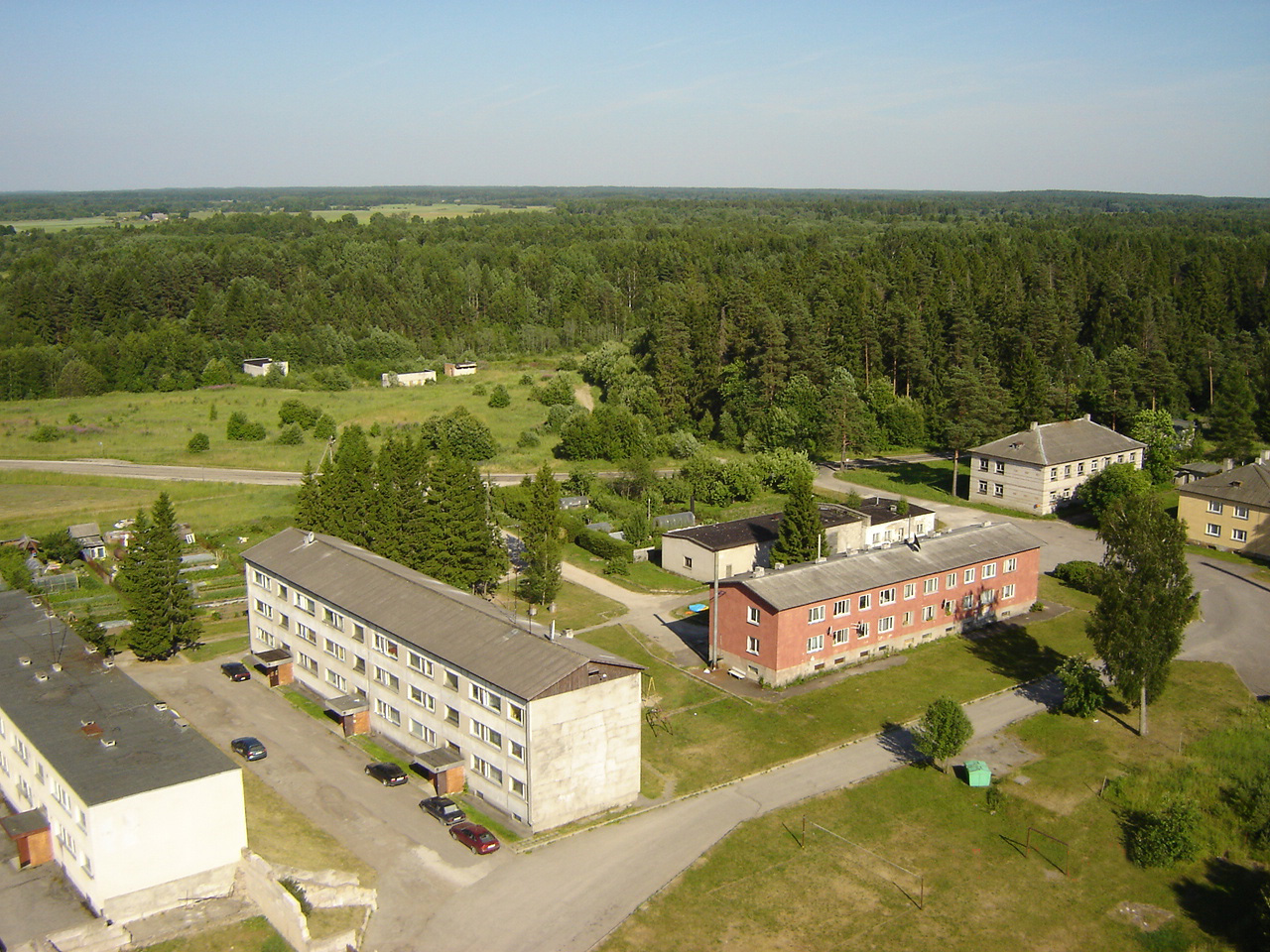
Vardja
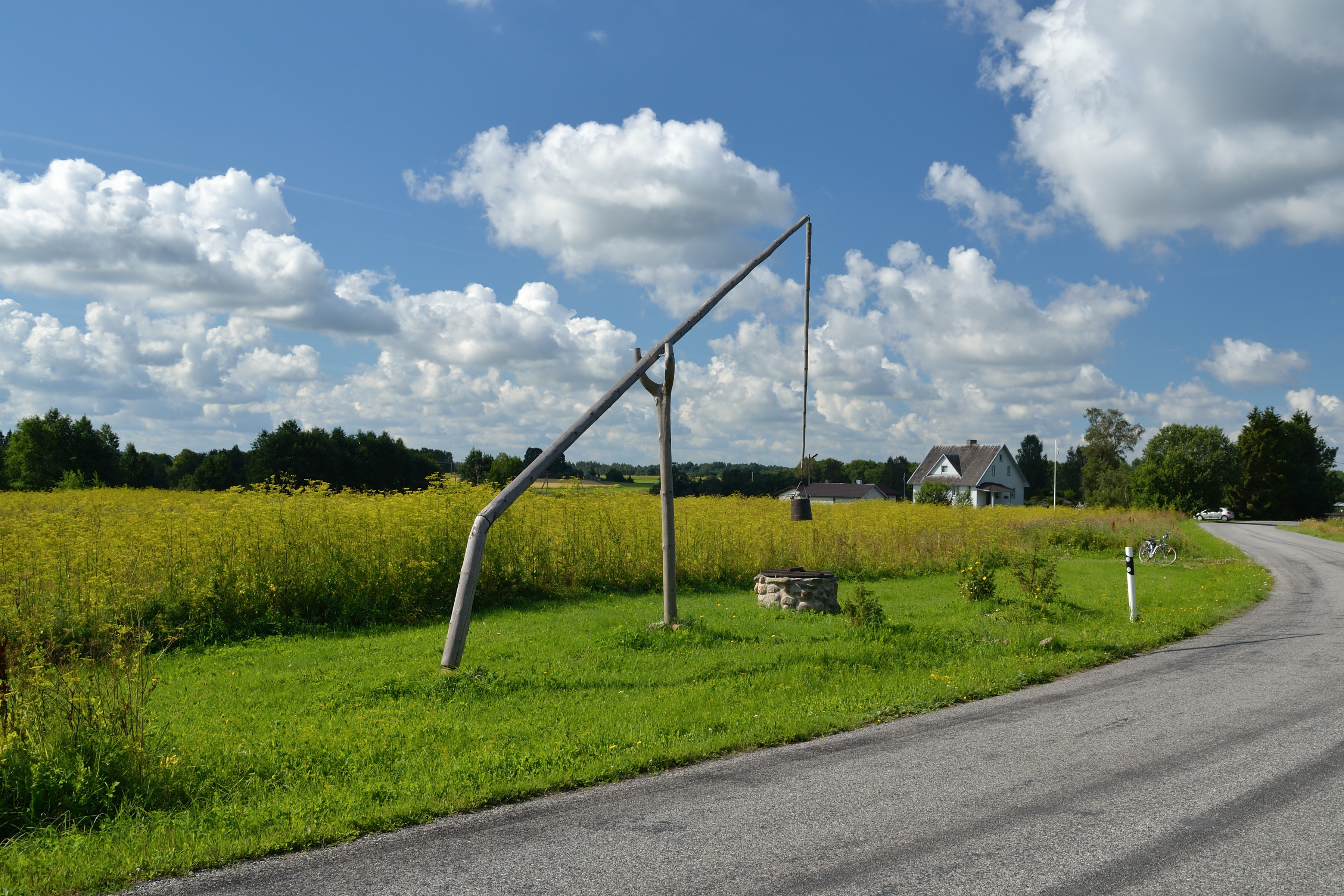
Võlle